# Алешинка (Дубровский район)
Не следует путать с другой одноимённой деревней в том же административном районе.
Алешинка — деревня в Дубровском районе Брянской области, административный центр Сергеевского сельского поселения. Расположена в 25 км к западу от пгт Дубровка, в 18 км к юго-западу от посёлка Сеща. Население — 178 человек (2010). Имеется отделение связи, сельская библиотека.

## История
Упоминается с середины XIX века как сельцо Жданово (Селище); позднее к югу от него был устроен Алешинский винзавод (названный по речке). До 1929 года входила в Рославльский уезд Смоленской губернии (с 1861 — в составе Сергиевской волости, с 1922 в Епишевской волости, в 1924—1929 в Сещенской волости); с 1929 в Дубровском районе. До 1930-х гг. — центр Алёшинского сельсовета, затем до 1959 в Деньгубовском сельсовете, позднее в Сергеевском (с 1990-х гг. — его центр).